# Enharmonisk
Enharmonisk kaldes i den moderne musik
enhver toneforbindelse, der beror på, at to
meget nær ved hinanden liggende toner i den
ligesvævende temperatur slås sammen til én, der
således efter omstændighederne kan optræde
under begges navn; cis og des for eksempel
repræsenteres på klaveret ved samme tangent og
er således indbyrdes enharmoniske toner; overgangen fra
den ene til den anden, der for eksempel kan ske ved
en pludselig modulation fra A-dur til Des-dur,
kaldes enharmonisk forveksling eller enharmonisk omtydning. En sådan
ombytning kan altså betyde et virkeligt omsving i
opfattelsen af tonaliteten, men benyttes også
ofte for at opnå en lettelse ved læsningen
(når man for eksempel forbigående anvender en
skrivemåde med krydser, ♯, i stedet for med b'er,
♭. Enharmonisk skala er c cis des d dis es osv.
I den græske musik forekom ved siden af den
diatoniske og kromatiske tonefølge den
såkaldte enharmoniske tonefølge, i hvilken

tetrakorden
bestod af to fjerdedels tonetrin og en stor
terts, for eksempel e fes f a—h ces c e.
De tolv halvtoner i den opadgående, kromatiske c-dur-skala er enharmonisk omtydet i anden linje:
Herunder de forskellige betegnelse for de tolv toner med stamtonerne fremhævet:
| His C Deses | Hisis Cis Des | Cisis D Eses | Dis Es Feses | Disis E Fes | Eis F Geses | Eisis Fis Ges | Fisis G Ases (Asas) | Gis As | Gisis A Heses (!) | Ais B (!) Ceses | Aisis H Ces |